# Bouddhas en pierre de Moto-Hakone

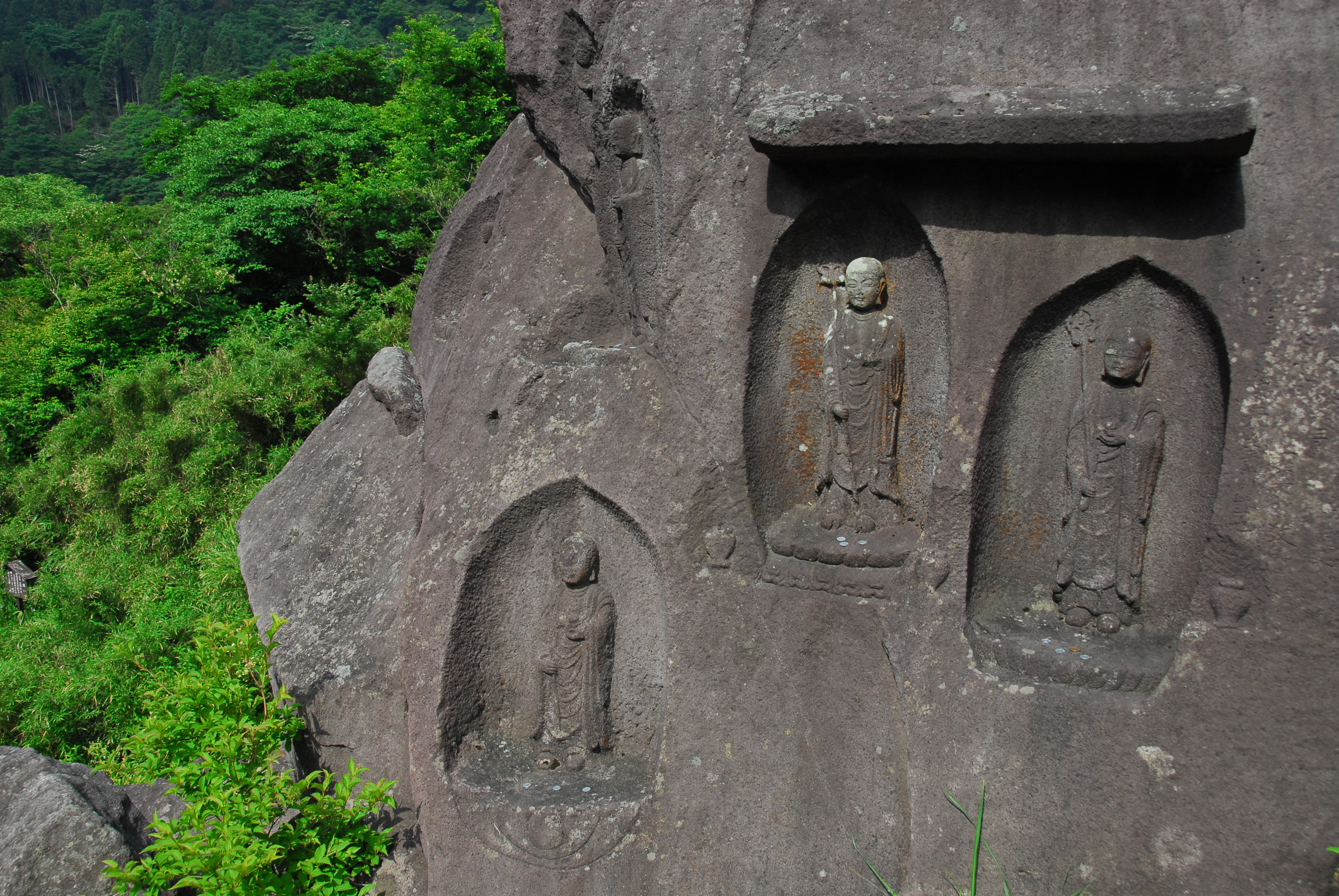
Bouddhas en pierre de Moto-Hakone.

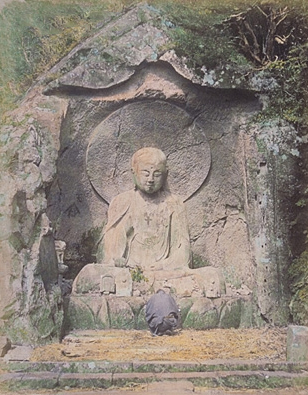
Rokudō Jizō ; photographie de Adolfo Farsari.

Les bouddhas en pierre de Moto-Hakone (元箱根石仏群, Moto-Hakone sekibutsu) est un groupe de sculptures et tō (pagodes) associées, datant de la fin de l'époque de Kamakura et situé dans l'ancien village de Moto-Hakone, à présent fusionné dans la ville de Hakone, préfecture de Kanagawa au Japon. La zone est désignée « site historique » et comprend un certain nombre de biens culturels importants,.

## Emplacement
Les bouddhas de pierre sont situés dans le parc national de Fuji-Hakone-Izu, près de l'étang de Shōjin (精進池), dans la vallée entre le mont Futago (二子山) (1 091 m) et le mont Kami (神山) (1 438 m). Ils se trouvent un peu au nord de l'ancien Tōkaidō. La moderne route nationale 1 (Japon) coupe le site en deux,. Les voyageurs de l'époque de Kamakura et le poète Asukai Masaari ont comparé la région à l'enfer ; par conséquent, le site est devenu populaire pour les dédicaces à Jizō Bosatsu.

## Source de la traduction
- (en) Cet article est partiellement ou en totalité issu de l’article de Wikipédia en anglais intitulé « Moto-Hakone Stone Buddhas » (voir la liste des auteurs).